# Магија (албум)
Магија је назив осмог студијског албума Јелене Карлеуше, издат 21. фебруара 2005. године. Издавач је био Сити рекордс. Ово је био први албум издат за ову продукцију. На албуму се налази десет нумера.

## Списак песама
На албуму се налазе следеће песме:
| Бр. | Назив                               | Текст            | Музика                            | Аранжман                         | Трајање |
| --- | ----------------------------------- | ---------------- | --------------------------------- | -------------------------------- | ------- |
| 1.  | Слатка мала                         | Марина Туцаковић | Pavel Esenin                      | Марко Перуничић, Небојша Арежина | 03:23   |
| 2.  | Магија                              | Марина Туцаковић | Francis Maggiulli, Patrice Guirao | Марко Перуничић, Небојша Арежина | 04:26   |
| 3.  | Ниси у праву                        | Марина Туцаковић | Sotis Volanis                     | Марко Перуничић, Небојша Арежина | 03:24   |
| 4.  | Да те нисам преварила               | Марина Туцаковић | Марко Перуничић, Небојша Арежина  | Марко Перуничић, Небојша Арежина | 03:05   |
| 5.  | Не смем да се... (feat. Саша Матић) | Марина Туцаковић | Горан Ратковић                    | Марко Перуничић, Небојша Арежина | 03:41   |
| 6.  | Управо остављена                    | Марина Туцаковић | Alexandros Vourazelis             | Марко Перуничић, Небојша Арежина | 03:44   |
| 7.  | Иде маца око тебе                   | Марина Туцаковић | Alexandros Tarverdian             | Марко Перуничић, Небојша Арежина | 04:21   |
| 8.  | Крађа                               | Марина Туцаковић | Amr Diab, Amr Mostafa             | Марко Перуничић, Небојша Арежина | 03:44   |
| 9.  | Све је дозвољено                    | Марина Туцаковић | Kyriakos Papadopoulos             | Марко Перуничић, Небојша Арежина | 03:28   |
| 10. | Моли ме (feat. Marcus)              | Марина Туцаковић | Марко Перуничић, Небојша Арежина  | Марко Перуничић, Небојша Арежина | 03:00   |

## Информације о албуму
- Снимано и миксано: Студио "Пинк", Земун
- Тон мајстор: Горан Шипрага
- Mastering: Студио "О"
- Бас: Ненад Стефановић, Владимир Чукић
- Акустичне гитаре, Шаргија, Саз: Растко Аксентијевић
- Електричне гитаре: Радивоје Бојановски, Душан Свилокос
- Бузуки: Бане
- Кларинет: Спасоје Туфегџић
- Пратећи вокали: Ивана Петерс, Александра Радовић
- Фото: Небојша Бабић
- Дизајн: Синиша Граховац
- Стајлинг: Дарко Костић

## Обраде
- 1. Слатка мала (оригинал: Hi-Fi - Arabika - 1999)
- 2. Магија (оригинал: Ishtar - Truly [Emet] - 2003)
- 3. Ниси у праву (оригинал: Sotis Volanis - Poso Mou Leipei - 2002)
- 6. Управо остављена (оригинал: Marianta Pierides - S'Agapo - 2002)
- 7. Иде маца око тебе (оригинал: Helena Paparizou - Katse Kala - 2004)
- 8. Крађа (оригинал: Amr Diab - El-Alim Allah - 2000)
- 9. Све је дозвољено (оригинал: Giannis Tassios - Gia Sena - 2002)